# 宮崎欣也
宮崎 欣也（みやざき きんや、1938年11月3日 - ）は、日本の陸上競技の選手である。
1964年東京オリンピックで男子走高跳に出場した。 

## 経歴
現在の山形県鶴岡市出身:52。1956年、山形県立鶴岡工業高等学校電子科卒業。
大昭和製紙に所属。1961年（昭和36年）には日本陸上競技選手権大会走高跳で優勝。1964年東京オリンピックで男子走高跳に出場した。